# Montiró
Montiró és un poble dins el terme municipal de Ventalló (Alt Empordà). El seu conjunt arquitectònic forma part de l'Inventari del Patrimoni Arquitectònic de Catalunya.
Aquest poble havia estat municipi independent a principis del Segle XIX, però amb la política de reducció de municipis va ser agregat a Ventalló el 1846 juntament amb d'altres pobles dels voltants.

## Descripció
El poble de Montiró està situat a escassa distància a llevant del nucli urbà de la població de Ventalló, de la que forma part. Es tracta d'un nucli agrupat format per carrers curts i estrets actualment arranjats, i disposats a l'entorn de l'església de Sant Sadurní i del palau dels Margarit. Tot i que gran nombre d'habitatges han estat rehabilitats i restaurats, en general, es corresponen amb grans casals d'època moderna de planta rectangular, amb les cobertes de teula de dues vessants i distribuïts en planta baixa i dos pisos, alguns amb golfes també. Presenten obertures rectangulars, amb els emmarcaments bastits amb carreus de pedra ben desbastats i les llindes planes, moltes d'elles gravades amb inscripcions i dates. També hi ha portals d'arc rebaixat adovellats i finestres més modernes bastides amb maons. Les cases són construïdes amb pedra desbastada, còdols i pedra sense treballar lligat amb abundant morter de calç.

## Història
El nucli de Montiró (62 habitants el 1970) és format per un grup de masies i casals, dels quals destaca l'antic palau dels Margarit, conegut popularment com a Ca l'Isern.
El 1316 fou redimit al comte d'Empúries el bovatge del lloc i parròquia de Montiró. Als nomenclàtors del segle xiv també figura l'església de Montiró com a parroquial. El lloc de Montiró pertanyia als senyors del castell de Sant Feliu de la Garriga. Pere Margarit, senyor del Castell d'Empordà, documentat entre el 1560 i el 1590, es casà amb Jerònima de Gallard, hereva de la senyoria de Montiró. Amb aquest enllaç, els Margarit passaren a dominar els castells de Sant Feliu de la Garriga, Empúries, Cinclaus, Pelacalç i Montiró. L'església i el palau de Montiró foren devastats i incendiats durant la guerra dels Segadors -com els llocs de Sant Feliu de la Garriga, Pelacalç i totes les altres possessions dels Margarit-, en represàlia contra Josep Margarit i de Biure, que fou cap de les milícies catalanes en lluita contra Felip IV de Castella; governador de Catalunya i ambaixador a París, on assegurà a Richelieu la fidelitat catalana si França complia els seus compromisos, fou l'únic personatge exclòs de l'indult concedit per Felip IV de Castella el 1652. Morí exiliat al Rosselló el 1685.
Al nucli destaca també l'església parroquial de Sant Sadurní de Montiró d'origen romànic, estil del qual conserva només l'estructura de l'absis, dels segles XII-XIII. La nau pertany, bàsicament, a la reforma obrada a la fi del segle xvii o a la primeria del xviii. Altres casals notables, a més de l'esmentat Cal'Isern, són Can Saliner i Can Galí.